# Gomesa gomezoides
Gomesa gomezoides är en orkidéart som först beskrevs av João Barbosa Rodrigues, och fick sitt nu gällande namn av Guido Frederico João Pabst. Gomesa gomezoides ingår i släktet Gomesa och familjen orkidéer. Inga underarter finns listade i Catalogue of Life.

## Bildgalleri

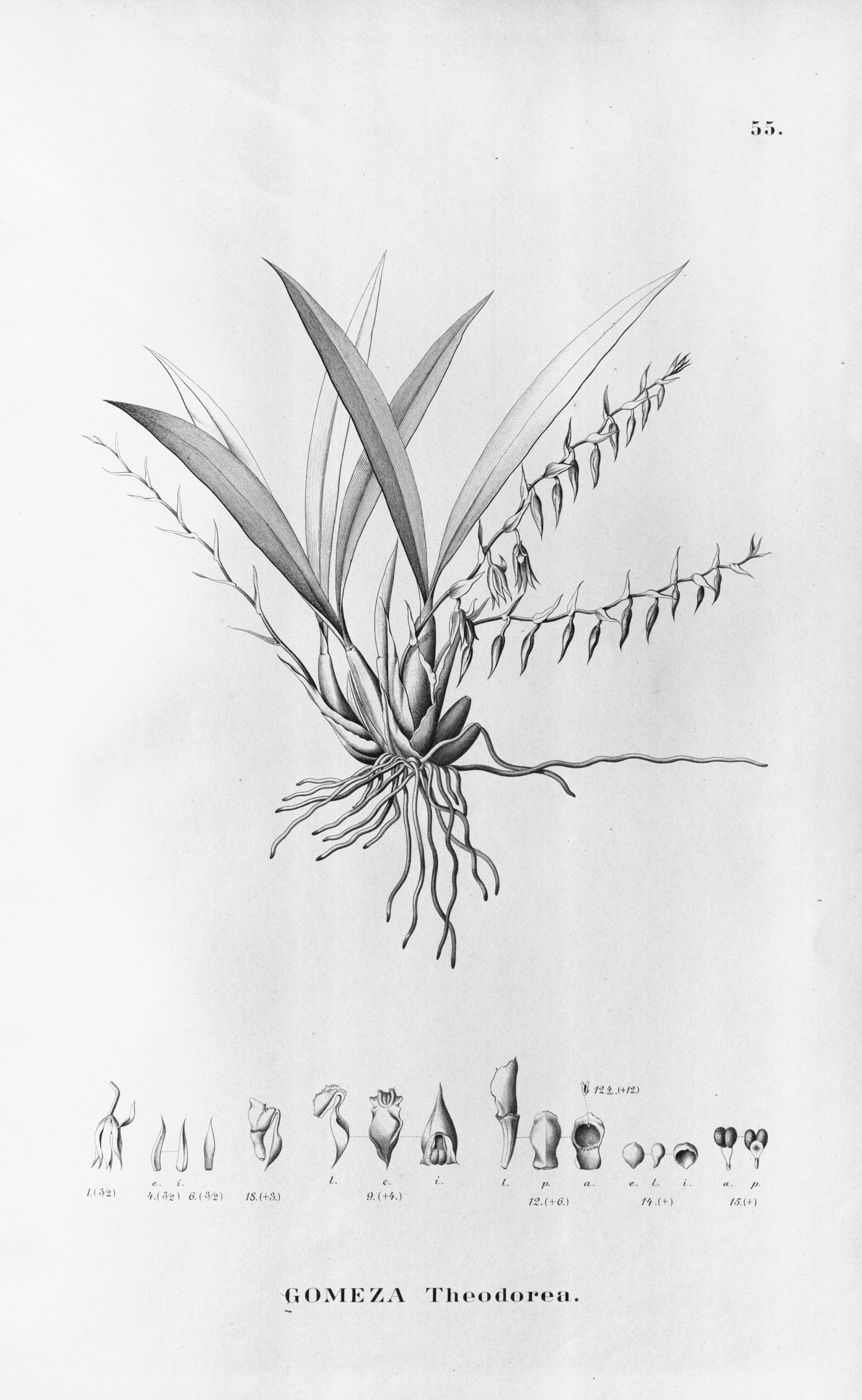